# Теологов, Игорь Леонидович
Игорь Леонидович Теологов (род. 26 февраля 1967, Москва) — российский государственный и общественный деятель, предприниматель, блогер, журналист, меценат.
Депутат муниципального собрания района Выхино-Жулебино (1999—2017). Руководитель муниципального образования Выхино-Жулебино города Москва (2014—2017). Заместитель председателя муниципального собрания района Выхино-Жулебино. Кандидат экономических наук.

## Биография
Родился 26 февраля 1967 года в Москве в семье инженера Леонида Александровича Теологова (12.08.1933 — 29.03.2008) и врача-стоматолога Алевтины Павловны Теологовой (урождённая Смертина) (дата рождения 20 августа 1931 года).

## Образование
В 1980 году окончил детскую музыкальную школу № 39 по классу аккордеона (ныне Детская школа искусств имени М.А.Балакирева).
В 1984 году окончил среднюю школу № 394 Волгоградского района города Москвы и поступил на дневное отделение Московского энергетического института.
С 1987 по 1989 год проходил службу в Советской армии. МЭИ окончил в 1993 году по специальности «инженер-теплоэнергетик».
В 2002 году окончил Славянский экономический институт по специальности «экономика и организация производства» (диплом с отличием), в 2004 году — Московский экономический институт по специальности «бухучёт, анализ и аудит» (диплом с отличием).
В 2004 году защитил кандидатскую диссертацию по теме «Инновационные методы развития инвестиционной инфраструктуры строительной компании» (кандидат экономических наук). Автор нескольких научных статей и брошюры «Формирование инвестиционной инфраструктуры компании».
В 2015 году окончил магистратуру Государственного университета управления по специальности «юриспруденция».

## Предпринимательская карьера
В 1991 году Игорь Теологов становится соучредителем своего первого предприятия — фабрики игрушек «Тетраэдер». В 1995 году открыл сеть автомоек и автосервисов ООО «Тин-авто».
В 2000 году Игорь Теологов занялся экологическими вопросам, и в том же году основывает некоммерческую организацию «Фонд „Экологический фактор“». В 2001 году стала выходить основанная Теологовым городская газета «Экологический фактор», где он учредитель и главный редактор. В 2002 году Теологов создал ООО «Экологический фактор», в 2009 году создана УК «Экологический фактор», и в этом же году УК «ООО ДЕЗ района Выхино», предоставляющая услуги по управлению многоквартирными домами в районе Выхино-Жулебино.
Теологов занимается благотворительной деятельностью, является меценатом, на его средства весной 2016 года построен Храм Покрова Пресвятой Богородицы в Выхино.
В 2017 году открыл московский телеканал ТЕО-ТВ, получивший название от фамилии основателя. По итогам 2019 года ТЕО ТВ вошел в ТОП-50 персон и брендов по версии Business Aurora Award как лучший информационно-развлекательный телеканал. В 2019 году снятый телеканалом фильм победил в телевизионном фестивале «Территория хороших новостей», а сам телеканал получил приз международного кинофестиваля «Любовь в каждом сердце».
В 2021 году в качестве генерального продюсера ТЕО-ТВ получил награды в номинациях «Лучший телевизионный продюсер 2021», «Лучший руководитель телевизионной компании» премии Alusso Event Awards.

## Политика и общественная деятельность
В 1999 года был избран депутатом муниципального собрания района Выхино-Жулебино. Входил в состав различных комиссий (по санитарному состоянию района, бюджету, целевому использованию земель, СМИ), много лет являлся председателем комиссии по экологии. По его инициативе была создана комиссия по экологии района Выхино — Жулебино. В июне 2012 года избран исполняющим обязанности Руководителя внутригородского муниципального образования Выхино-Жулебино в городе Москве. Пост главы муниципального образования занимал с 2012 по 2018 годы, когда его сменил на этом посту Георгий Местергази; работал на безвозмездной основе. За свою работу на посту Главы муниципального округа награждён почётной грамотой Совета муниципальных образований города Москвы.

## Членство в общественных организациях
- С 2002 года действительный член Российской муниципальной академии.
- С 2008 года член попечительского совета Федерации самбо Москвы[11].
- С 2010 года действительный член Российской академии естественных наук.
- С 2011 года действительный член Императорского православного палестинского общества.
- С 2012 по 2015 годы член комиссии по депутатским инициативам Совета муниципальных образований города Москвы.
- С 2016 года член Союза журналистов Москвы.

## Награды
Награждён рядом ведомственных и общественных наградами, в основном в сфере местного самоуправления, спортивной и журналистской деятельности, в том числе:
- Памятная медаль «К 100-летию М. А. Шолохова» в 2004 году
- Орден «Звезда Мецената» в 2010 году
- Медаль Правительства Москвы «За вклад в подготовку празднования 65-летия Победы в Великой Отечественной войне» в 2010 году
- Медаль Российской муниципальной академии «За вклад в подготовку празднования 70-летия разгрома немецко-фашистских войск под Москвой» в 2011 году
- Медаль Российской муниципальной академии «За вклад в развитие местного самоуправления» в 2012 году
- Почётный памятный знак «Орден Великого князя Сергия Александровича» в 2013 году
- Медаль «За доблестный труд» (выдан префектом Юго-Восточного административного округа) в 2014 году
- Медаль «За бескорыстную помощь детям». Выдана Всемирным благотворительным фондом «Дети и молодёжь против терроризма и экстремизма» в 2015 году
- Памятный знак «В память о катастрофе на Чернобыльской АЭС. 30 лет». Выдан Президентом Союза «Чернобыль» России в 2016 году
- Медаль 55 лет Московскому фонду мира. Выдана МФМ в 2017 году
- Медаль 400 лет дому Романовых. «Николай II» в 2018 году
- Памятный Знак «За оборону России I степени» в 2019 году
- Победитель номинации «Медиа 2019» по версии журнала «Anturag Journal» в 2019 году
- Медаль «За доблестный труд». Выдана Президентом Российской муниципальной академии в 2020 году
- Медаль «За вклад в развитие местного самоуправления». Выдана Президентом Российской муниципальной академии в 2020 году
- Лауреат премии «LIMA AWARDS» за вклад в развитие платформы TikTok в 2021 году
- Грамота главе муниципального округа Выхино-Жулебино города Москвы Теологову Игорю Леонидовичу в Благословение за усердные труды во славу Святой Церкви от Митрополита Крутицкого и Коломенского
- Благодарственное письмо генеральному продюсеру телеканала ТЕО-ТВ Теологову Игорю Леонидовичу от Заместителя Председателя Государственной Думы ФС РФ Толстого Петра Олеговича за многолетнее активное сотрудничество, высочайший профессионализм и умение добиваться поставленных целей, а также в связи с Днём защитника отечества.
- Благодарственное письмо генеральному продюсеру телеканала ТЕО-ТВ Теологову Игорю Леонидовичу от Заместителя Председателя Государственной Думы ФС РФ Толстого Петра Олеговича за многолетний труд, профессионализм, справедливое и беспристрастное освещение деятельности депутатов Государственной Думы и жизни столицы, а также преданность принципам профессии журналиста
- Благодарственное письмо генеральному продюсеру телеканала ТЕО-ТВ Теологову Игорю Леонидовичу от депутата Московской городской Думы Святенко Инны Юрьевны за активное участие в избирательной кампании по выборам депутатов Московской городской Думы VII созыва, эффективную работу в организации и проведении мероприятий по улучшению качества жизни жителей района Люблино Юго-Восточного административного округа города Москвы
- Благодарственное письмо Теологову Игорю Леонидовичу от депутата Московской городской Думы Николаевой Елены Леонидовны за информационную поддержку в ходе избирательной кампании по выборам депутатов Московской городской Думы

### Общественные в сфере спорта
- Почётный знак «За вклад в развитие самбо» (2008 год)
- Почётный знак «За верность самбо» (2012 год)
- Медаль «75 лет САМБО» (2013 год)

## Семья
Трое детей. Дочери Теологова Инесса (1992 года рождения) и Теологова Алиса (2011 года рождения), сын Теологов Иван (2015 года рождения).

## Увлечения
Увлекается рыбалкой, охотой и спортом.